# Liste der italienischen Abgeordneten zum EU-Parlament (1989–1994)
Die Liste der italienischen Abgeordneten zum EU-Parlament (1989–1994) listet alle italienischen Mitglieder des 3. Europäischen Parlaments nach der Europawahl in Italien 1989.

## Mandatsstärke der Parteien
- VEL: 22
- Grüne: 7
- SOC: 14
- RBW: 3
- LDR: 4
- EVP: 27
- NI: 4

- Grüne: 6
- SPE: 34
- RBW: 1
- LDR: 5
- EVP-ED: 27
- NI: 8

| Nationale Partei/Liste | Mandate               | Fraktion |
| --- | --------------------- | --- |
| Democrazia Cristiana (DC) | 26                    | Fraktion der Europäischen Volkspartei (EVP)Fraktion der Europäischen Volkspartei und 000europäischer Demokraten (EVP-ED) (ab Mai 1992) |
| Südtiroler Volkspartei (SVP) | 1                     | Fraktion der Europäischen Volkspartei (EVP)Fraktion der Europäischen Volkspartei und 000europäischer Demokraten (EVP-ED) (ab Mai 1992) |
| Partito Comunista Italiano (PCI) | 22                    | Fraktion der Vereinigten Europäischen Linken (VEL)                                                                                     |
| Partito Comunista Italiano (PCI) | 0 (ab 12. Jan. 1993)  | Fraktion der Vereinigten Europäischen Linken (VEL)                                                                                     |
| Partito Socialista Italiano (PSI) | 12                    | Sozialistische Fraktion (SOC)Fraktion der Sozialdemokratischen Partei Europas (SPE) (ab 21. April 1993)                                |
| Partito Socialista Democratico Italiano (PSDI) | 2                     | Sozialistische Fraktion (SOC)Fraktion der Sozialdemokratischen Partei Europas (SPE) (ab 21. April 1993)                                |
| Partito Democratico della Sinistra (PDS) | 20 (ab 12. Jan. 1993) | Sozialistische Fraktion (SOC)Fraktion der Sozialdemokratischen Partei Europas (SPE) (ab 21. April 1993)                                |
| Verdi Europa – Lista Verde (LV) | 3                     | Fraktion Die Grünen im Europäischen Parlament (Grüne)                                                                                  |
| Verdi Arcobaleno per l’Europa (VA) | 2                     | Fraktion Die Grünen im Europäischen Parlament (Grüne)                                                                                  |
| Democrazia Proletaria (DP) | 1                     | Fraktion Die Grünen im Europäischen Parlament (Grüne)                                                                                  |
| Antiproibizionisti sulla droga (Asd) | 1                     | Fraktion Die Grünen im Europäischen Parlament (Grüne)                                                                                  |
| Antiproibizionisti sulla droga (Asd) | 0 (ab 14. Apr. 1993)  | Fraktion Die Grünen im Europäischen Parlament (Grüne)                                                                                  |
| Antiproibizionisti sulla droga (Asd) | 1 (ab 3. Mai 1994)    | Liberale und Demokratische Reformfraktion (LDR)                                                                                        |
| Partito Liberale Italiano (PLI) – 000Partito Repubblicano Italiano (PRI) – 000Lista Pannella (LP)                                                 | 3                     | Liberale und Demokratische Reformfraktion (LDR)                                                                                        |
| Partito Liberale Italiano (PLI) – 000Partito Repubblicano Italiano (PRI) – 000Lista Pannella (LP)                                                 | 1                     | Fraktionslose Abgeordnete (NI) |
| Lega Lombarda – Alleanza Nord (LL-AN) | 2                     | Regenbogenfraktion (RBW) |
| Lega Lombarda – Alleanza Nord (LL-AN) | 0 (ab 5. Mai 1994)    | Regenbogenfraktion (RBW) |
| Partito Sardo d’Azione (PSd’Az) – 000Union Valdôtaine (UV) – 000Movimento Friuli (MF) – 000Union für Südtirol (UfS) – 000Slovenska Skupnost (SSk) | 1                     | Regenbogenfraktion (RBW) |
| Movimento Sociale Italiano – Destra Nazionale (MSI-DN)                                                                                            | 4                     | Fraktionslose Abgeordnete (NI) |
| Partito della Rifondazione Comunista (PRC) | 2 (ab 12. Jan. 1993)  | Fraktionslose Abgeordnete (NI) |
| Lega Lombarda – Alleanza Nord (LL-AN) | 2 (ab 5. Mai 1994)    | Fraktionslose Abgeordnete (NI) |
| Gesamt | 81                    | |

## Abgeordnete
| Bild | MEP                          | von            | bis           | Partei                   | Fraktion   | Anmerkungen |
| ---- | ---------------------------- | -------------- | ------------- | ------------------------ | ---------- | --- |
|      | Maria Aglietta               | 25. Juli 1989  | 18. Juli 1994 | VA                       | Grüne      | |
|      | Gianfranco Amendola          | 25. Juli 1989  | 18. Juli 1994 | LV                       | Grüne      | |
|      | Gianni Baget Bozzo           | 25. Juli 1989  | 18. Juli 1994 | PSI                      | SOC/SPE    | |
|      | Roberto Barzanti             | 25. Juli 1989  | 18. Juli 1994 | PCIPDS                   | VELSOC/SPE | Partei- und Fraktionswechsel zum 12. Januar 1993                                                                             |
|      | Virginio Bettini             | 226. Okt. 1989 | 18. Juli 1994 | VA                       | Grüne      | Nachgerückt für Francesco Corleone                                                                                           |
|      | Vincenzo Bettiza             | 25. Juli 1989  | 18. Juli 1994 | PSI                      | SOC/SPE    | |
|      | Rosaria Bindi                | 25. Juli 1989  | 18. Juli 1994 | DC                       | EVP/EVP-ED | |
|      | Andrea Bonetti               | 25. Juli 1989  | 18. Juli 1994 | DC                       | EVP/EVP-ED | |
|      | Rinaldo Bontempi             | 25. Juli 1989  | 18. Juli 1994 | PCIPDS                   | VELSOC/SPE | Partei- und Fraktionswechsel zum 12. Januar 1993                                                                             |
|      | Franco Borgo                 | 25. Juli 1989  | 18. Juli 1994 | DC                       | EVP/EVP-ED | |
|      | Antonio Cariglia             | 25. Juli 1989  | 18. Juli 1994 | PSDI                     | SOC/SPE    | |
|      | Pierre Carniti               | 25. Juli 1989  | 18. Juli 1994 | PSI                      | SOC/SPE    | |
|      | Carlo Casini                 | 25. Juli 1989  | 18. Juli 1994 | DC                       | EVP/EVP-ED | |
|      | Maria Cassanmagnago Cerretti | 25. Juli 1989  | 18. Juli 1994 | DC                       | EVP/EVP-ED | |
|      | Luciana Castellina           | 25. Juli 1989  | 18. Juli 1994 | PCIPRC                   | VELNI      | Parteiwechsel und Fraktionsaustritt zum 12. Januar 1993                                                                      |
|      | Anna Catasta                 | 25. Juli 1989  | 18. Juli 1994 | PCIPDS                   | VELSOC/SPE | Partei- und Fraktionswechsel zum 12. Januar 1993                                                                             |
|      | Adriana Ceci                 | 25. Juli 1989  | 18. Juli 1994 | PCIPDS                   | VELSOC/SPE | Partei- und Fraktionswechsel zum 12. Januar 1993                                                                             |
|      | Mauro Chiabrando             | 25. Juli 1989  | 18. Juli 1994 | DC                       | EVP/EVP-ED | |
|      | Gaetano Cingari              | 15. Juni 1992  | 9. Mai 1994   | PCIPDS                   | VELSOC/SPE | Nachgerückt für Giorgio Napolitano; Partei- und Fraktionswechsel zum 12. Januar 1993; Nachrückerin: Andrea Carmine De Simone |
|      | Luigi Colajanni              | 25. Juli 1989  | 18. Juli 1994 | PCIPDS                   | VELSOC/SPE | Partei- und Fraktionswechsel zum 12. Januar 1993                                                                             |
|      | Emilio Colombo               | 25. Juli 1989  | 1. Aug. 1992  | DC                       | EVP/EVP-ED | Nachrücker: Francesco Lamanna                                                                                                |
|      | Felice Contu                 | 25. Juli 1989  | 18. Juli 1994 | DC                       | EVP/EVP-ED | |
|      | Maria Coppo Gavazzi          | 18. Mai 1993   | 18. Juli 1994 | DC                       | EVP-ED     | Nachgerückt für Roberto Formigoni                                                                                            |
|      | Francesco Corleone           | 27. Juli 1989  | 25. Okt. 1989 | VA                       | Grüne      | Nachgerückt für Edoardo Ronchi; Nachrücker: Virginio Bettini                                                                 |
|      | Bettino Craxi                | 25. Juli 1989  | 30. Apr. 1992 | PSI                      | SOC        | Nachrücker: Mario Didò |
|      | Joachim Dalsass              | 25. Juli 1989  | 18. Juli 1994 | SVP                      | EVP/EVP-ED | |
|      | Biagio De Giovanni           | 25. Juli 1989  | 18. Juli 1994 | PCIPDS                   | VELSOC/SPE | Partei- und Fraktionswechsel zum 12. Januar 1993                                                                             |
|      | Aldo De Matteo               | 17. März 1992  | 18. Juli 1994 | DC                       | EVP/EVP-ED | Nachgerückt für Salvatore Lima                                                                                               |
|      | Cesare De Picolli            | 25. Juli 1989  | 18. Juli 1994 | PCIPDS                   | VELSOC/SPE | Partei- und Fraktionswechsel zum 12. Januar 1993                                                                             |
|      | Andrea Carmine De Simone     | 9. Mai 1994    | 18. Juli 1994 | PDS                      | SOC/SPE    | Nachgerückt für Gaetano Cingari                                                                                              |
|      | Lorenzo De Vitto             | 25. Juli 1989  | 27. Apr. 1994 | DC                       | EVP/EVP-ED | Nachrücker: Vito Napoli |
|      | Mario Didò                   | 13. Mai 1992   | 18. Juli 1994 | PSI                      | SOC/SPE    | Nachgerückt für Bettino Craxi                                                                                                |
|      | Maurice Duverger             | 25. Juli 1989  | 18. Juli 1994 | PCIPDS                   | VELSOC/SPE | Partei- und Fraktionswechsel zum 12. Januar 1993                                                                             |
|      | Enrico Falqui                | 25. Juli 1989  | 18. Juli 1994 | LV                       | Grüne      | |
|      | Antonio Fantini              | 25. Juli 1989  | 18. Juli 1994 | DC                       | EVP/EVP-ED | |
|      | Giulio Fantuzzi              | 25. Juli 1989  | 18. Juli 1994 | PCIPDS                   | VELSOC/SPE | Partei- und Fraktionswechsel zum 12. Januar 1993                                                                             |
|      | Gipo Farassino               | 19. Mai 1994   | 18. Juli 1994 | LL-AN                    | NI         | Nachgerückt für Francesco Speroni                                                                                            |
|      | Giuliano Ferrara             | 25. Juli 1989  | 11. Mai 1994  | PSI                      | SOC/SPE    | Nachrückerin: Gabriele Panizzi                                                                                               |
|      | Enrico Ferri                 | 25. Juli 1989  | 18. Juli 1994 | PSDI                     | SOC/SPE    | |
|      | Gianfranco Fini              | 25. Juli 1989  | 11. Mai 1992  | MSI-DN                   | NI         | Nachrücker: Pietro Mitolo |
|      | Arnaldo Forlani              | 25. Juli 1989  | 18. Juli 1994 | DC                       | EVP/EVP-ED | |
|      | Roberto Formigoni            | 25. Juli 1989  | 6. Mai 1993   | DC                       | EVP/EVP-ED | Nachrückerin: Maria Teresa Coppo Gavazzi                                                                                     |
|      | Mario Forte                  | 25. Juli 1989  | 18. Juli 1994 | DC                       | EVP/EVP-ED | |
|      | Gerardo Gaibisso             | 25. Juli 1989  | 18. Juli 1994 | DC                       | EVP/EVP-ED | |
|      | Giulio Gallenzi              | 25. Juli 1989  | 18. Juli 1994 | DC                       | EVP/EVP-ED | |
|      | Jas Gawronski                | 25. Juli 1989  | 18. Juli 1994 | PLI–PRI–LP               | LDR        | |
|      | Giovanni Goria               | 25. Juli 1989  | 13. Apr. 1991 | DC                       | EVP        | Nachrücker: Agostino Mantovani                                                                                               |
|      | Francesco Guidolin           | 25. Juli 1989  | 18. Juli 1994 | DC                       | EVP/EVP-ED | |
|      | Franco Iacono                | 25. Juli 1989  | 18. Juli 1994 | PSI                      | SOC/SPE    | |
|      | Renzo Imbeni                 | 25. Juli 1989  | 18. Juli 1994 | PCIPDS                   | VELSOC/SPE | Partei- und Fraktionswechsel zum 12. Januar 1993                                                                             |
|      | Antonio Iodice               | 25. Juli 1989  | 18. Juli 1994 | DC                       | EVP/EVP-ED | |
|      | Lelio Lagorio                | 25. Juli 1989  | 18. Juli 1994 | PSI                      | SOC/SPE    | |
|      | Giorgio La Malfa             | 25. Juli 1989  | 13. März 1992 | PLI–PRI–LP               | LDR        | Nachrückerin: Elda Pucci |
|      | Francesco Lamanna            | 6. Okt. 1992   | 18. Juli 1994 | DC                       | EVP-ED     | Nachgerückt für Emilio Colombo                                                                                               |
|      | Alexander Langer             | 25. Juli 1989  | 18. Juli 1994 | LV                       | Grüne      | |
|      | Antonio La Pergola           | 25. Juli 1989  | 18. Juli 1994 | PSI                      | SOC/SPE    | |
|      | Nereo Laroni                 | 25. Juli 1989  | 18. Juli 1994 | PSI                      | SOC/SPE    | |
|      | Salvatore Lima               | 25. Juli 1989  | 12. März 1992 | DC                       | EVP        | Nachrücker: Aldo De Matteo                                                                                                   |
|      | Calogero Lo Giudice          | 25. Juli 1989  | 18. Juli 1994 | DC                       | EVP/EVP-ED | |
|      | Maria Magnani Noya           | 25. Juli 1989  | 18. Juli 1994 | PSI                      | SOC/SPE    | |
|      | Agostino Mantovani           | 23. Apr. 1991  | 18. Juli 1994 | DC                       | EVP/EVP-ED | Nachgerückt für Giovanni Goria                                                                                               |
|      | Vincenzo Mattina             | 25. Juli 1989  | 18. Juli 1994 | PSI                      | SOC/SPE    | |
|      | Antonio Mazzone              | 25. Juli 1989  | 18. Juli 1994 | MSI-DN                   | NI         | |
|      | Eugenio Melandri             | 25. Juli 1989  | 18. Juli 1994 | DP                       | Grüne      | |
|      | Mario Melis                  | 25. Juli 1989  | 18. Juli 1994 | PSd’Az–UV–MF– 000UfS–SSk | RBW        | |
|      | Alberto Michelini            | 25. Juli 1989  | 18. Juli 1994 | DC                       | EVP/EVP-ED | |
|      | Pietro Mitolo                | 5. Mai 1992    | 18. Juli 1994 | MSI-DN                   | NI         | Nachgerückt für Gianfranco Fini                                                                                              |
|      | Luigi Moretti                | 25. Juli 1989  | 18. Juli 1994 | LL-AN                    | RBWNI      | |
|      | Giuseppe Mottola             | 25. Juli 1989  | 18. Juli 1994 | DC                       | EVP/EVP-ED | |
|      | Cristiana Muscardini         | 25. Juli 1989  | 18. Juli 1994 | MSI-DN                   | NI         | |
|      | Pasqualina Napoletano        | 25. Juli 1989  | 18. Juli 1994 | PCIPDS                   | VELSOC/SPE | Partei- und Fraktionswechsel zum 12. Januar 1993                                                                             |
|      | Vito Napoli                  | 29. Apr. 1994  | 18. Juli 1994 | DC                       | EVP-ED     | Nachgerückt für Lorenzo De Vitto                                                                                             |
|      | Giorgio Napolitano           | 25. Juli 1989  | 10. Juni 1992 | PCI                      | VEL        | Nachrücker: Gaetano Cingari                                                                                                  |
|      | Achille Occhetto             | 25. Juli 1989  | 18. Juli 1994 | PCIPDS                   | VELSOC/SPE | Partei- und Fraktionswechsel zum 12. Januar 1993                                                                             |
|      | Gabriele Panizzi             | 9. Mai 1994    | 18. Juli 1994 | PSI                      | SPE        | Nachgerückt für Giuliano Ferrara                                                                                             |
|      | Marco Pannella               | 25. Juli 1989  | 18. Juli 1994 | PLI–PRI–LP               | NI         | |
|      | Eolo Parodi                  | 27. Sep. 1990  | 18. Juli 1994 | DC                       | EVP/EVP-ED | Nachgerückt für Mario Giovanni Guerriero Ruffini                                                                             |
|      | Ferrucio Pisoni              | 25. Juli 1989  | 18. Juli 1994 | DC                       | EVP/EVP-ED | |
|      | Nino Pisoni                  | 25. Juli 1989  | 18. Juli 1994 | DC                       | EVP/EVP-ED | |
|      | Giacomo Porrazzini           | 25. Juli 1989  | 18. Juli 1994 | PCIPDS                   | VELSOC/SPE | Partei- und Fraktionswechsel zum 12. Januar 1993                                                                             |
|      | Elda Pucci                   | 24. März 1992  | 18. Juli 1994 | PLI–PRI–LP               | LDR        | Nachgerückt für Giorgio La Malfa                                                                                             |
|      | Andrea Raggio                | 25. Juli 1989  | 18. Juli 1994 | PCIPDS                   | VELSOC/SPE | Partei- und Fraktionswechsel zum 12. Januar 1993                                                                             |
|      | Giuseppe Rauti               | 25. Juli 1989  | 18. Juli 1994 | MSI-DN                   | NI         | |
|      | Tullio Eugenio Regge         | 25. Juli 1989  | 18. Juli 1994 | PCIPDS                   | VELSOC/SPE | Partei- und Fraktionswechsel zum 12. Januar 1993                                                                             |
|      | Edoardo Ronchi               | 25. Juli 1989  | 26. Juli 1989 | VA                       | Grüne      | Nachrücker: Francesco Corleone                                                                                               |
|      | Giorgio Rossetti             | 25. Juli 1989  | 18. Juli 1994 | PCIPDS                   | VELSOC/SPE | Partei- und Fraktionswechsel zum 12. Januar 1993                                                                             |
|      | Mario Guerriero Ruffini      | 25. Juli 1989  | 15. Sep. 1990 | DC                       | EVP        | Nachrücker: Eolo Parodi |
|      | Gabriele Sboarina            | 25. Juli 1989  | 18. Juli 1994 | DC                       | EVP/EVP-ED | |
|      | Roberto Speciale             | 25. Juli 1989  | 18. Juli 1994 | PCIPDS                   | VELSOC/SPE | Partei- und Fraktionswechsel zum 12. Januar 1993                                                                             |
|      | Francesco Speroni            | 25. Juli 1989  | 11. Mai 1994  | LL-AN                    | RBWNI      | Fraktionsaustritt am 4. April 1994; Nachrücker: Gipo Farassino                                                               |
|      | Marco Taradash               | 25. Juli 1989  | 18. Juli 1994 | Asd                      | GrüneNILDR | Fraktionsaustritt am 15. April 1993, Fraktionsbeitritt am 2. Mai 1994                                                        |
|      | Giuseppe Tatarella           | 25. Juli 1989  | 18. Juli 1994 | MSI-DN                   | NI         | |
|      | Renzo Trivelli               | 25. Juli 1989  | 18. Juli 1994 | PCIPDS                   | VELSOC/SPE | Partei- und Fraktionswechsel zum 12. Januar 1993                                                                             |
|      | Dacia Valent                 | 25. Juli 1989  | 18. Juli 1994 | PCIPRC                   | VELNI      | Parteiwechsel und Fraktionsaustritt zum 12. Januar 1993                                                                      |
|      | Luciano Vecchi               | 25. Juli 1989  | 18. Juli 1994 | PCIPDS                   | VELSOC/SPE | Partei- und Fraktionswechsel zum 12. Januar 1993                                                                             |
|      | Luigi Vertemati              | 25. Juli 1989  | 18. Juli 1994 | PSI                      | SOC/SPE    | |
|      | Bruno Visentini              | 25. Juli 1989  | 18. Juli 1994 | PLI–PRI–LP               | LDR        | |